# Арсенал (Київ)
«Арсена́л-Київ» — український футбольний клуб, що представляв місто Київ. Заснований 14 червня 1925 року та розформований у 1964 році. Відновлений 18 грудня 2001 року, припиняв існування в 2013—2014 роках, розформований в 2019 році.
Найвище досягнення в чемпіонаті України — 5 місце в Прем'єр-лізі в сезонах 2002/03 та 2011/12.

## Історія

### Історія назв
- 1925—1951 — «Арсенал»
- 1951—1954 — «Машинобудівник»
- 1955—1957 — «Зеніт»
- 1958—1959 — «Машинобудівник»
- 1959—1964 — «Арсенал»
- 1964—1964 — «Темп»
- 1964—2001[джерело?] — «Завод Арсенал»
- 2001—2013 — «Арсенал»
- 2014—2019 — «Арсенал-Київ»

### Радянські часи
Історія київського «Арсеналу» почалась 14 червня 1925 року. У цей день на заводі «Арсенал» відбулося урочисте відкриття спортивного майданчика з футбольним полем, на якому «зброярі» провели свій перший матч в історії. За грою спостерігали 1500 уболівальників. У 1936 році в СРСР відбувся перший в історії розіграш Кубка. Київський «Арсенал» був учасником цих змагань. Перший похід за кубком для заводчан завершився в першому раунді (1/64 фіналу). Кияни були зупинені командою «Червоний прапор» (Єгорьєвськ) — основний матч завершився нічиєю 3:3, повторну гру «Арсенал» програв 0:3.
У 1951-59 роках в чемпіонаті і Кубку України серед колективів фізкультури спортивне товариство «Арсенал» представляла футбольна команда «Машинобудівник». У 1954 і 1958 роках ця команда ставала чемпіоном УРСР. У 1954 і 1955 роках заводські футболісти ставали володарями Кубка УРСР. Цей успіх дозволив «Машинобудівник» двічі поспіль виступити в розіграші Кубка СРСР. У 1959 році, в зв'язку з розширенням «Класу Б», «Арсенал» отримує місце в головній першості країни. До дебюту в турнірі «заводчани» підійшли серйозно. Команду підсилили Віктор Фомін, Петро Заєць і Віталій Соболєв з київського «Динамо», Володимир Богданович з одеського «Чорноморця» і Олександр Матюхін з київського СКВО.
У дебютному сезоні «Арсенал» зміг піднятися на п'яте місце 2 зони класу «Б». Наступного сезону «каноніри» ще вище — третє місце в зоні. У розіграші кубка СРСР «Арсенал» став переможцем зонального турніру, а в основному турнірі піднявся в 1/16 фіналу. Цей сезон 1960 року став найуспішнішим в історії заводської команди. Серед усіх українських команд чемпіонату СРСР «Арсенал» поділив з луганським «Трудові Резерви» восьме-дев'яте місця.
Протягом сезону 1964 року «Арсенал» був перейменований в ФК «Темп» Київ. По завершенні сезону керівництво УРСР ухвалило рішення всіх зусиль, фінанси і талановитих гравців направити на розвиток київського «Динамо». Фінансування футбольного клубу «Арсенал» було визнано нераціональним і в підсумку припинено. По закінченню сезону клуб був розформований. Аматорський клуб міського підприємства «Завод Арсенал» продовжив виступи в чемпіонатах Києва.

### Перше відродження
|                                                                 |
| Перша домашня форма команди. Характерна для 2002 та 2006 років. |

Чутки про створення муніципального футбольного клубу почали ширитися влітку 2001 року. Київський міський голова навіть відвідав декілька домашніх матчів ЦСКА. Оскільки створення абсолютно нової команди вимагало чимало коштів та часу (мінімум два роки для потрапляння до вищої ліги), єдиним виходом була реорганізація державного підприємства Міністерства оборони України ФК «ЦСКА-Київ». По закінченні першого кола чемпіонату України з футболу 2001-02, яке ЦСКА закінчив на 9-й сходинці, Київська міська рада за пропозицією міського голови Олександра Омельченка ухвалила рішення від 18 грудня 2001 року про заснування ТОВ «ФК „Арсенал“ Київ». У статутному фонді внесок територіальної громади міста Києва склав 80 %. Решта 20 % належали дрібним власникам, часткою яких опікувалась компанія Kiev Donbass. Проте як юридична особа саме ЦСКА залишався учасником вищої ліги. Лише після особистої зустрічі Омельченка та президента ЦСКА Олександра Данильчука у лютому 2002 року, була досягнута домовленість про виступ «Арсеналу» у вищій лізі на правах правонаступника армійської команди.

#### Період мерії
Свій перший виїзний матч «Арсенал-Київ» провів 16 березня 2002 року у Запоріжжі проти місцевого «Металурга». Перша домашня гра відбулася на НСК «Олімпійський» 25 березня 2002 року проти сімферопольської «Таврії». У першому своєму сезоні — 2001/2002, який «Арсенал-Київ» розпочав лише з другого кола, — каноніри демонстрували посередні результати. Команда, сформована переважно з гравців ЦСКА, протягом всієї другої половини сезону боролася за виживання, і лише в останньому турі піднялася з зони вильоту, посівши за підсумками чемпіонату дванадцяте місце. Попри невисокі результати, команда збирала чимало вболівальників — до 18 000 глядачів.
У липні 2002 року команду очолив В'ячеслав Грозний, і під його керівництвом вона показала несподівано високі результати. Перемігши кількох суперників з великим рахунком та зігравши внічию з «Шахтарем», «Арсенал» завершив перше коло на третьому місці. Проте в другому колі команда стала грати менш злагоджено, і після поразок в останніх двох турах від «Динамо» та «Шахтаря» каноніри не змогли вибороти право виступати у Кубку УЄФА, посівши п'яте місце.
Наступні два сезони команда вже не була реальним претендентом на путівку до єврокубків. «Арсенал» залишався незручним суперником для лідерів чемпіонату, постійно відбираючи в них очки. Зокрема у сезоні 2004/2005 під керівництвом Олександра Баранова клуб двічі зіграв унічию з «Динамо», що призвело до появи справжнього «київського дербі». Команда була міцним середняком чемпіонату, обидва рази завершивши сезон на дев'ятій позиції. «Арсенал» мав гарне фінансування, річний бюджет був на рівні 55 мільйонів гривень (клуб був четвертим за цим показником в Україні). У сезоні 2005/2006 клуб балансував на межі зони вильоту. Олександра Баранова було відправлено у відставку, його змінив Ігор Бабінчук, замість якого взимку 2006 команду очолив Олександр Заваров. Часта зміна тренерів лише погіршила моральний стан команди, і лише в кінці сезону завдяки серії з трьох перемог поспіль команда закріпила за собою місце в еліті, а Еммануель Окодува завдяки результативності в останніх турах наздогнав Олександра Гладкого у суперечці найкращих бомбардирів чемпіонату.

#### Період Леоніда Черновецького

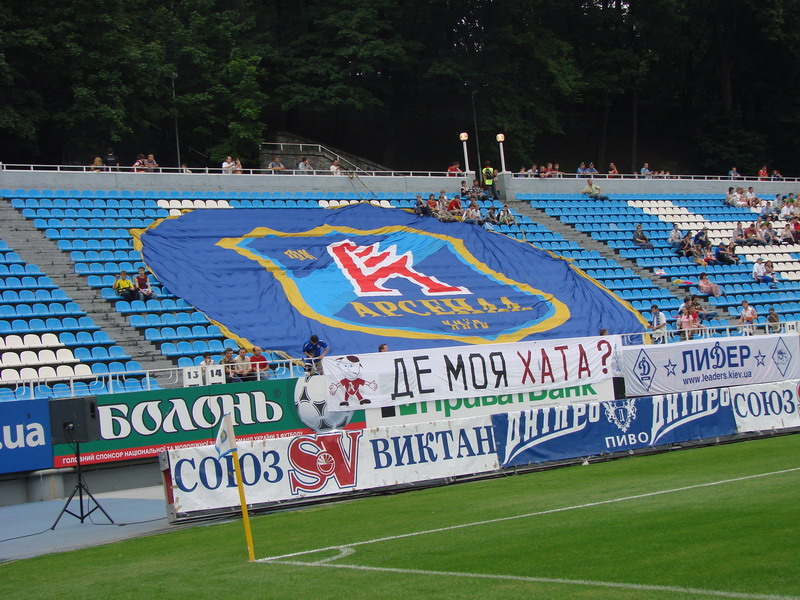
Банер «Арсеналу» на трибуні стадіону «Динамо» у 2007

26 березня 2006 року замість Олександра Омельченка Київським міським головою був обраний Леонід Черновецький. Одним з перших кроків нового мера та нової міської ради було скорочення фінансування муніципальних спортивних клубів. 80 % акцій «Арсеналу» було виставлено на продаж. Попри невизначений статус команда показувала високі результати, здобувши, зокрема, в Донецьку перемогу над «Шахтарем». На зимову перерву команда завершила на четвертому місці та знову претендувала на вихід до єврокубків.
З нового року «Арсенал» практично не фінансувався. Каноніри не мали змоги повноцінно тренуватися, вкрай обмежені фінансові можливості не давали змоги проводити продуману трансферну політику, гравці та тренери працювали переважно на ентузіазмі. Клуб вже не мав змоги сплачувати за проведення матчів на НСК «Олімпійський», тому матчі проходили на меншому стадіоні «Динамо» імені Валерія Лобановського, а одного разу довелося грати навіть у Борисполі на стадіоні «Колос». Протягом усієї весни тривали пошуки охочих придбати «Арсенал», проте відсутність розвинутої клубної інфраструктури (клуб не мав ані власного стадіону, ані тренувальної бази) та висока ціна відлякували потенційних інвесторів. Всі ці обставини стало причиною того, що у весняній частині чемпіонату команда відчайдушно боролася за виживання, здобувши лише дві перемоги та опустившись з четвертого місця на чотирнадцяте. Йшлося навіть про можливе припинення існування клубу.

#### Період Вадима Рабіновича
Лише у травні 2007 року вдалося знайти покупця. Новим президентом «Арсеналу» став відомий український бізнесмен, президент Всеукраїнського єврейського конгресу Вадим Рабінович.

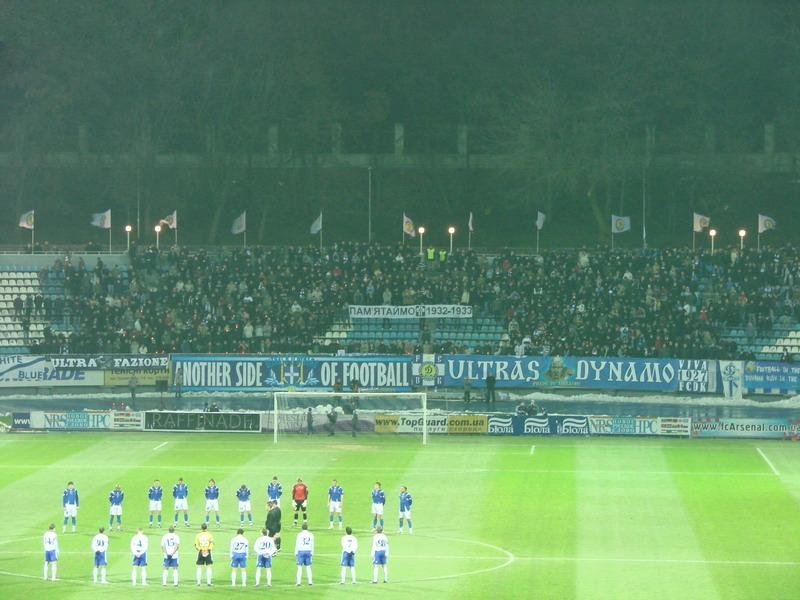
Перед матчем «Арсенал» — «Динамо», 2007

Новий президент почав масштабну програму реформування клубу. Своєю основною метою він вважав підняття глядацького інтересу та підвищення популярності клубу. І вже в зимову перерву чемпіонату 2007/08 Рабінович почав виконувати свою обіцянку зробити «Арсенал» популярнішим. Президент поставив перед клубом задачу вийти в кубок Інтертото (хоча ще в одинадцятому турі команда була передостанньою в чемпіонаті). Було проведено низку піар-акцій, серед яких найбільший ажіотаж викликала фотосесія гравців команди разом з моделями журналу Playboy. На другу половину сезону «Арсенал» повернувся зі стадіону «Динамо» імені Валерія Лобановського на НСК «Олімпійський» попри необхідність реконструкції до Євро-2012 останнього. На перший же матч весняної частини чемпіонату (29 лютого вдома проти луганської «Зорі») Вадим Зиновійович зробив вхід на стадіон вільним, організував безкоштовну лотерею та провів у перерві матчу караоке-шоу. Завдяки цьому матч відвідало 40 500 глядачів (за даними ПФЛ), що стало другим показником відвідуваності матчу Чемпіонату України за всю історію змагань. Вхід на стадіон залишався вільним протягом усього другого кола, відвідуваність матчів значно зросла, а сам «Арсенал» піднявся на шосте місце, фінішувавши за 5 очок від зони Інтертото.
Головною проблемою команди стала відсутність власного стадіону. Після закриття на реконструкцію НСК «Олімпійський» у червні 2008 року команда залишилася без стадіону для домашніх матчів, через що «Арсенал» міг бути не допущений до Прем'єр-ліги. Команда проводила матчі на трьох різних стадіонах, часто визначаючи місце проведення наступної гри за кілька днів до матчу, постійно наражаючись на критику суперників, а плани будівництва нової арени реалізувати не вдається через відсутність земельної ділянки. Водночас знизився рівень гри команди, і після першого кола «Арсенал» посідає дванадцяте місце.
У січні 2009 року мер Києва Леонід Черновецький придбав у Вадима Рабіновича футбольний клуб «Арсенал». Новим президентом клубу формально був син мера Києва Степан Черновецький.
Однак у липні того ж 2009 року Рабінович повернув клуб у свою власність.
У червні 2011 головним тренером клубу став Леонід Кучук. У сезоні 2011/2012 вперше в історії клуб завоював право участі в єврокубках, де в першому раунді за сумою двох матчів обіграли з рахунком 5-0 словенську «Муру», проте через вихід на поле дискваліфікованого Еріка Матуку «канонірам» була зарахована технічна поразка і київський клуб припинив виступи у єврокубках.
До кінця 2012 року «Арсенал» втратив двох спонсорів клубу, і було ухвалено рішення про скорочення бюджету клубу. «Арсенал» висловив намір розірвати контракти з п'ятьма гравцями клубу з найбільшою заробітною платою, якщо гравці погодяться, а 1 січня 2013 року «Арсенал» і Кучук розірвали контракт «за обопільною згодою». У січні-лютому 2013 року «Арсенал» розпродавав гравців. Команду покинули 14 футболістів основного складу. Гравцям, що залишилися, довелося погодитися на трикратне скорочення зарплати.

### Друге відродження
В кінці лютого 2013 року «Арсенал» придбав український бізнесмен Олександр Онищенко, відновив збори команди і підписав низку нових гравців для участі в весняних матчах чемпіонату.
24 жовтня 2013 року Олександр Онищенко заявив, що йому невідома подальша доля київського «Арсеналу».
29 жовтня 2013 року генеральний директор ФК «Арсенал» (Київ) Віктор Головко оголосив, що у зв'язку з відсутністю фінансування, клуб знімається із змагань і починає процедуру банкрутства.
У грудні 2013 року віддані вболівальники, футболісти і фахівці, які працювали в «Арсеналі», вирішили відродити київський «Арсенал» у найкоротші терміни. І вже в січні 2014 року ініціативна група почала пошук інвесторів для «Арсеналу». 7 січня 2014 року колишній прес-аташе клубу, а потім активіст фан-руху київського «Арсеналу» заявив, що в майбутньому клуб буде носити трохи іншу назву — «Арсенал-1925» і змінить емблему. 16 січня 2014 року ініціативна група «Арсенал-1925» заявила про те, що якщо їм все ж таки вдасться відродити клуб, то українці зможуть вперше побачити матчі Чемпіонату України з футболу серед команд клубів другої ліги по телебаченню.
У другій половині січня на заклик відгукнувся український автогонщик і бізнесмен Олексій Кікірешко, який почав відроджувати столичний клуб. Вже через кілька днів Олексій пройшов всі необхідні юридичні процедури і став власником «Арсеналу».
27 квітня 2014 року відроджений «Арсенал» у рамках чемпіонату Києва провів свій перший матч. Перед матчем відбулася презентація нової команди. У прес-заході взяли участь президент ФК «Арсенал» Олексій Кікірєшко, віце-президент клубу Павло Черепін, головний тренер Андрій Анненков, директор Олександр Москаленко.
Того ж року київський «Арсенал» досяг першого вагомого успіху після свого відродження — став чемпіоном і володарем Кубка столиці, а також переміг у клубному заліку Києва.
В червні 2015 року «Арсенал» отримав атестат, який дає право взяти участь у професійному чемпіонаті України в наступному сезоні і був заявлений у Другу лігу
.
Цього ж року клуб взяв участь у Кубку України, де поступився 3-0 донецькому «Шахтарю».
12 лютого 2018 року було оголошено, що новим президентом та співвласником клубу став колишній гравець «Арсеналу» хорват Івиця Піріч.
У сезоні 2017/2018 клуб посів перше місце у Першій лізі та здобув право на виступи в УПЛ.
22 липня 2019 стало відомо, що київський "Арсенал" знімається зі змагань Першої ліги.
У сезоні 2022/23 клуб виступає у вищій лізі чемпіоната Київської області складом, який брав участь минулого сезону у змагання U-19

## Стадіон і відвідування

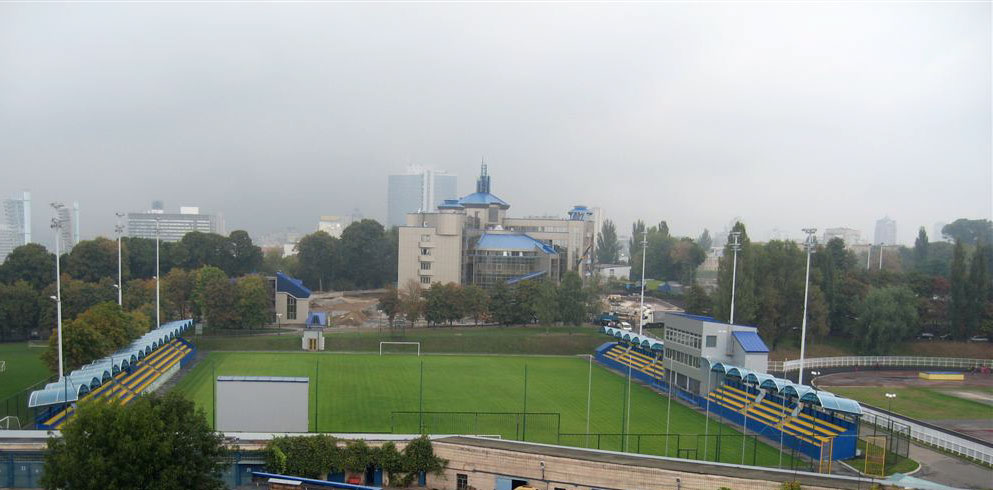
НТК ім. Баннікова

У першому сезоні свого існування команда «Арсенал» проводив свої домашні матчі на стадіоні ЦСКА та НСК «Олімпійський». Матчі на найбільшому стадіоні країни в першому сезоні викликали чималу глядацьку зацікавленість: у першому ж сезоні відвідуваність домашніх матчів команди становила 7 957 глядачів.
Наступні чотири сезони команда провела на НСК «Олімпійський». Проте з кожним сезоном відвідуваність матчів знижувалася, крім того, нечисленний фан-клуб був не в змозі забезпечити повноцінну підтримку команди. Так, у сезоні 2004/05 часто на домашніх матчах «Арсенала» були присутні від 500 до 1000 глядачів. Найбільше глядачів відвідувало матчі проти «Динамо» та «Шахтаря».
Із другого кола команда через фінансові негаразди змушена була переїхати на стадіон «Динамо» імені Валерія Лобановського, поділяючи стадіон з «Динамо». Одного разу довелося зіграти навіть на стадіоні «Колос» у Борисполі, оскільки стадіон «Динамо» був зайнятий. Відвідуваність матчів залишалася низькою (близько 1500 — 2000).
Новий власник клубу Вадим Рабінович сприяв поверненню «Арсенала» на НСК «Олімпійський». Вільний вхід на стадіон та численні рекламні акції клубу призвели до значного підвищення інтересу киян до клубу. 29 лютого 2008 року було встановлено другий показник відвідуваності матчу «Арсенала» в чемпіонатах України: домашню гру проти «Зорі» відвідало 40 500 глядачів, а на матчі проти «Шахтаря» були присутні 33 000 глядачів. Вперше за всю історію існування клубу середня відвідуваність матчу «канонірів» перевищила аналогічний показник київського «Динамо». Але переважна більшість глядачів не була активними вболівальниками, і кількість членів фан-клубу залишалася низькою.
Після закриття на реконструкцію НСК «Олімпійський» у червні 2008 року команда тимчасово грала на стадіоні «Динамо» імені Валерія Лобановського, проте вже у четвертому турі чемпіонату 2008/09 «Динамо» відмовилося надати «Арсеналові» стадіон для проведення календарного матчу. Після того команда грала на стадіонах «Оболонь» та НТК ім. Баннікова. Оскільки обидва стадіони відповідають не всім вимогам для проведення матчів Прем'єр-ліги, суперники критикували «Арсенал» за проведення матчів на не обладнаних належним чином стадіонах. У зв'язку з цим президент клубу оголосив про плани будівництва нової арени біля станції метро «Бориспільська» вартістю близько 100 мільйонів доларів. Але станом на грудень 2008 року клубу не вдалося вирішити проблему виділення землі під стадіон.
У сезонах 2017/18 та 2019/20 домашні матчі «Арсенал» у першій лізі проходять на стадіоні «Арсенал-Арена» (колишній «Княжа-Арена») у смт Щасливе Київської області. У сезоні 2018/19 команда виступала у прем'єр-лізі на київському стадіоні «Динамо».

## Уболівальники

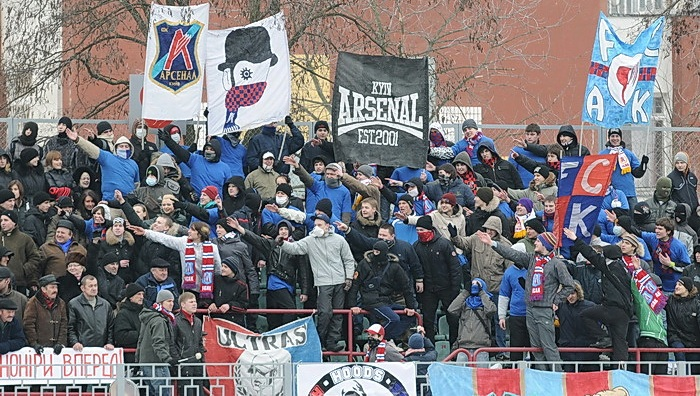
Уболівальники «Арсенала»

Уболівальники «Арсенала» одні з небагатьох в Україні відкрито виступають проти націоналізму, дотримуючись лівих політичних поглядів. Через це їх ігнорують представники всіх інших фан-рухів країни. Наприклад, на головному сайті українських ультрас (http://ultras.org.ua [Архівовано 26 листопада 2011 у Wayback Machine.]) не дозволено будь-яким чином висвітлювати діяльність фан-руху «канонірів».
Унаслідок такої ізоляції фанати «Арсенала» не мають дружніх стосунків із жодним українським фан-рухом, але товаришують з фанатами «Партизана» Мінськ (колишній МТЗ-РІПО), «Санкт-Паулі» Гамбурґ, «Тенніс-Боруссії» Берлін та іншими антифашистськими рухами.
Найпринциповішими суперниками історично є фанати «Динамо», «Дніпра», «Карпат», «Оболоні», «Ворскли». З лютого 2014 року діє всеукраїнське фанатське перемир'я. Однак, восени 2015 року в Рівному відбулися дві сутички між фанатами «Вереса» й «Арсенала».
Фани «Арсенала» так само підтримували звільнення незаконно засуджених Павліченків, попри те, що молодший із них є вболівальником «Динамо», а також солідарно з іншими українськими фанатами боролися проти режиму Януковича та російської агресії.

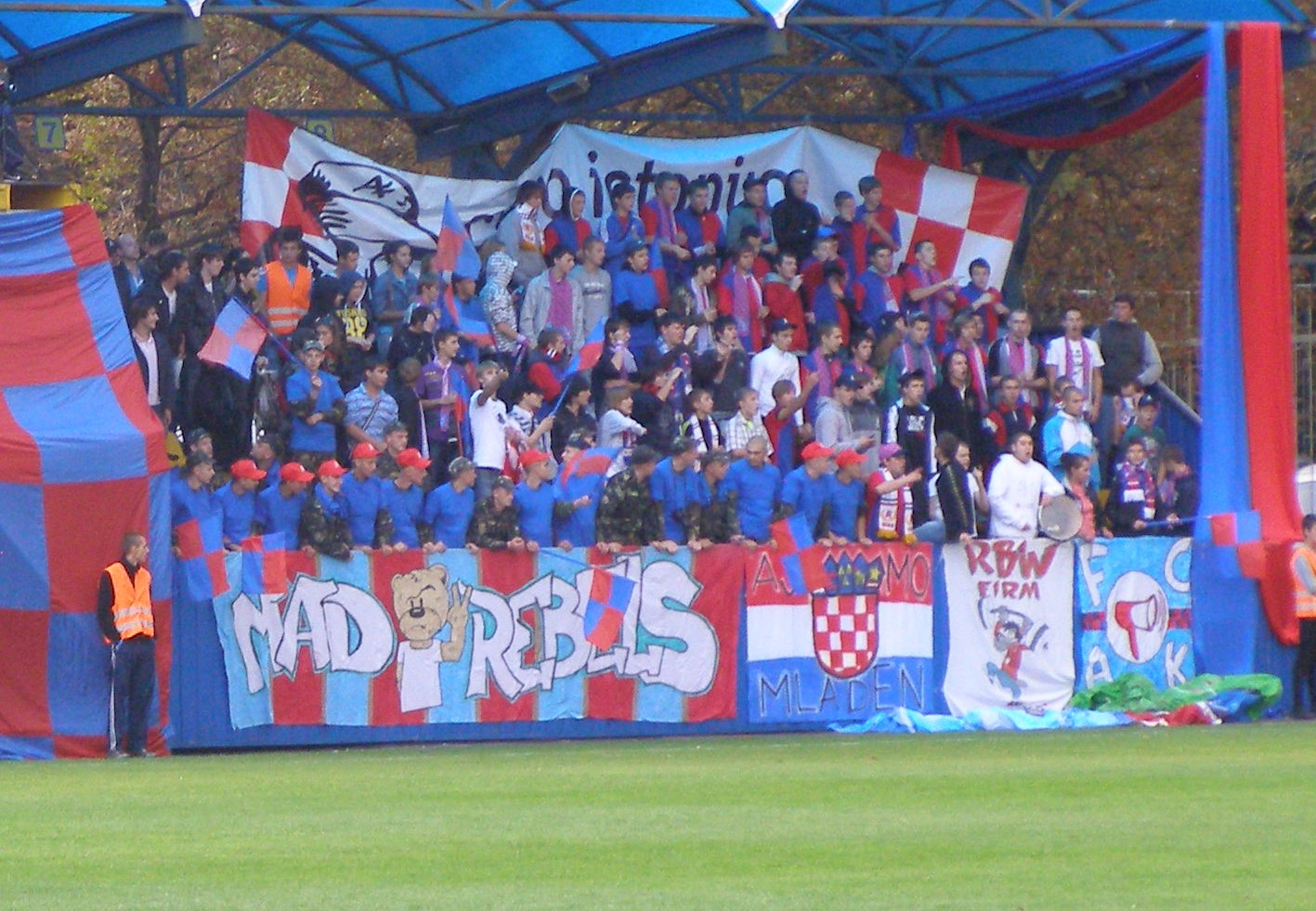
На домашніх іграх (2010)
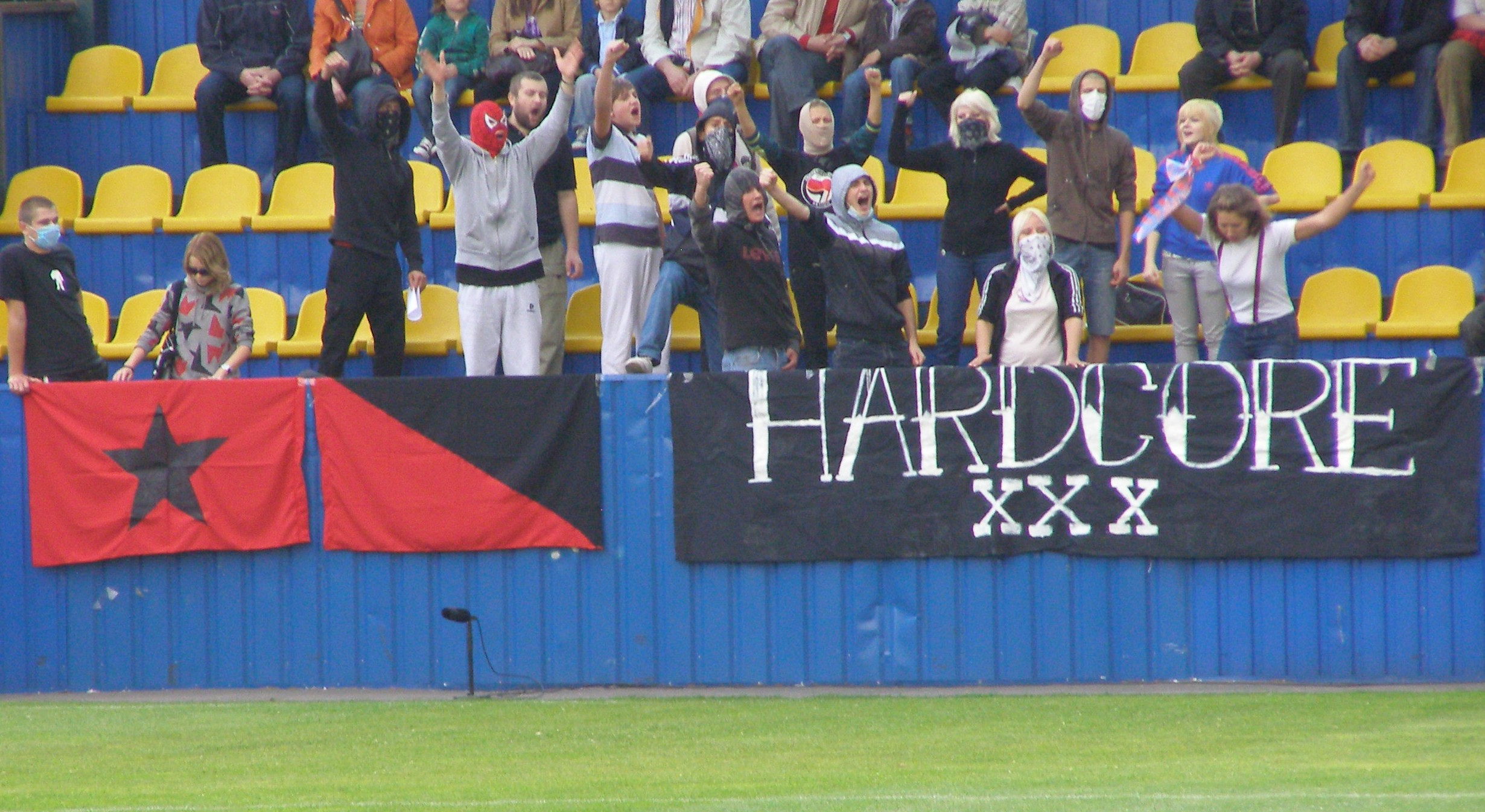
Анархісти-фанати
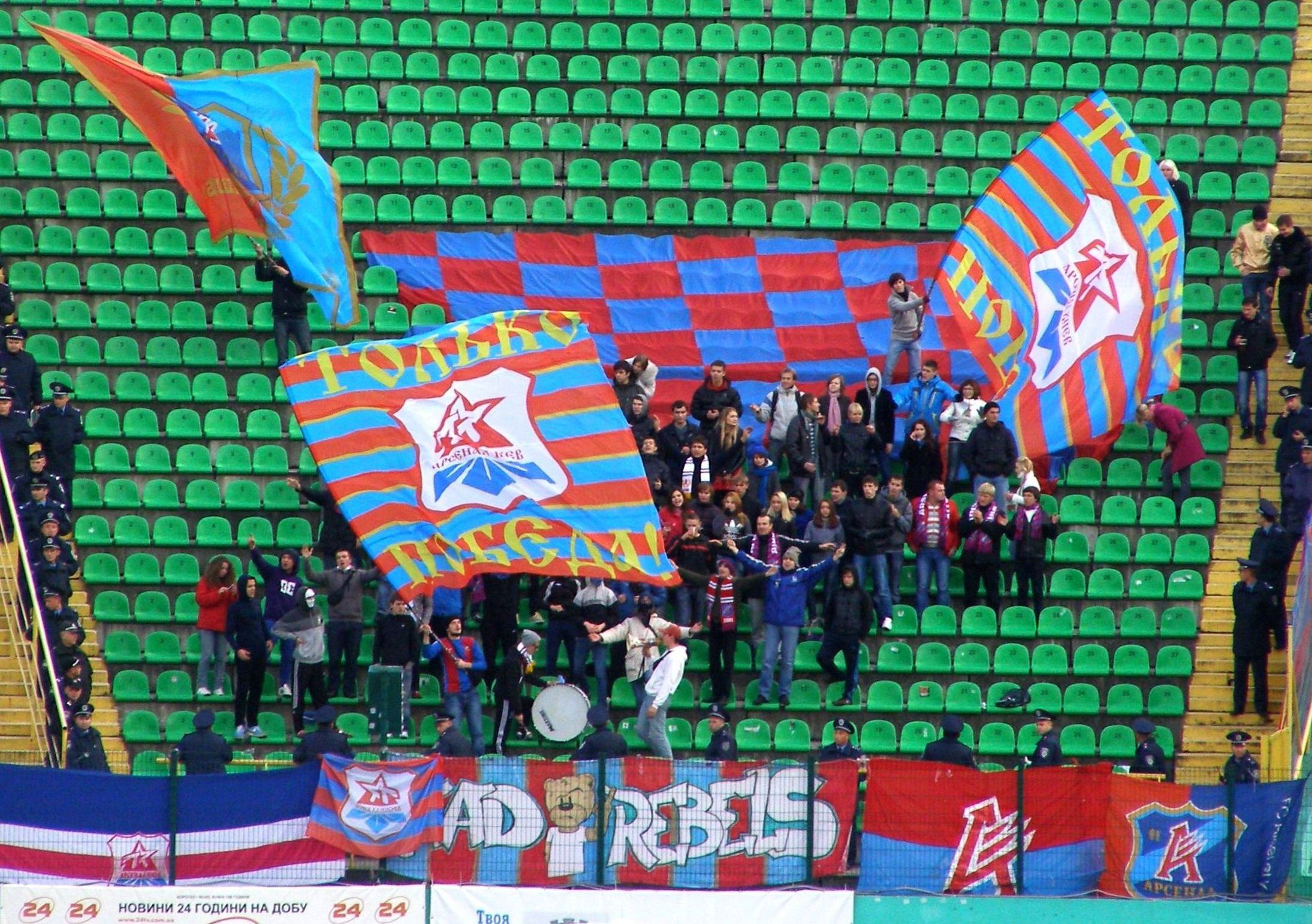
На матчі у Львові (2011)

## Символіка

### Логотип
Перша емблема клубу до певної міри нагадує логотип ЦСКА. За основу був взятий щит, традиційний для європейської футбольної символіки та команд НХЛ, в який вставлене стилізоване зображення пятикінечної зірки (запозичення з емблеми ЦСКА). Одночасно зірка виступала як зображення літери «А» — першої букви слова «Арсенал». Під зіркою розміщювався каштановий лист — один із традиційних символів Києва. Проте така емблема проіснувала лише рік. У 2003 році компанія Tmexpert підготувала комплексний рекламний проект для київського «Арсеналу», тож було вирішено розробити новий логотип. Нова емблема також дістала вигляд щита синього кольору, який перетинає блакитна смуга. Це символізує Дніпро, який розділяє Київ на дві частини. Знак «Арсенал-Київ» (буква «А» з крилом) — символізує міст, що з'єднує правий та лівий береги міста. Крило у букві «А» — посилання на Архангела Михаїла, давнього покровителя Києва. Також крило можна розглядати як частину літери «К» (Київ). Написи золотими літерами на щиті та його обід символізують золоті куполи київських храмів.

Історія символіки «Арсеналу»
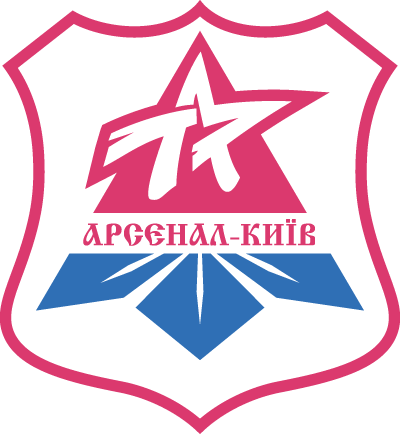
2002—2003
Із 2003 року

### Гімн клубу
Гімн клубу було вперше представлено 9 березня 2003 під час першого матчу «Арсенала» в другому колі чемпіонату України. Вболівальники, які цього дня відвідали матч на НСК «Олімпійський», могли безкоштовно отримати партитури та аудіокасети з гімном клубу.
Автори гімну: слова Андрія Чернюка, музика Миколи Сікори.
Текст гімну

## Відомі гравці
За київський «Арсенал» виступали та виступають такі гравці національної збірної України та відомі легіонери:
| - Віктор Фомін - Віталій Соболєв - Володимир Богданович - Андрій Анненков - Андрій Богданов - Станіслав Богуш - Сергій Валяєв - Микола Волосянко - Андрій Воробей - Володимир Гоменюк - Олександр Грицай - Олег Гусєв - Сергій Закарлюка - Олексій Іванов - Василь Кардаш - В'ячеслав Кернозенко - Олександр Ковпак - Сергій Коновалов - Олександр Косирін - Ігор Костюк | - Артем Кравець - Олександр Максимов - Віталій Мандзюк - Сергій Матюхін - Сергій Мізін - Михайло Мудрик - Сергій Нагорняк - Денис Олійник - Дмитро Парфьонов - Володимир Польовий - Віталій Рева - Олександр Романчук - В'ячеслав Свідерський - Євген Селезньов - Сергій Симоненко - Сергій Ткаченко - Артем Федецький - Богдан Шершун - Артем Яшкін | - Домінік Адія - Шалва Апхазава - Младен Бартулович - Сендлей Біто - Ласло Боднар - Горан Брайкович - Северин Ганцарчик - Ролан Гусєв - Георгій Деметрадзе - Лаша Джакобія - Поль Ессола - Андрій Єщенко - Андрюс Йокшас - Джаба Канкава - Артавазд Карамян - Арман Карамян - Олександр Кобахідзе - Мацей Ковальчик - Франтішек Кубик | - Велі Лампі - Вітаутас Лукша - Йонуц Мазілу - Ерік Матуку - Леван Мікадзе - Саулюс Міколюнас - Милан Обрадович - Гуванчмухамед Овеков - Майкл Одібе - Еммануель Окодува - Гаррісон Омоко - Сергій Омельянчук - Андрій Островський - Альберт Саркісян - Янко Симович - Георге Флореску - Максим Шацьких - Гела Шекіладзе - Флорін Шоаве |

## Тренери
| Тренер             | Роки роботи | І  | В  | Н  | П  | РМ      | О   |
| ------------------ | ----------- | -- | -- | -- | -- | ------- | --- |
| Олег Кузнецов      | 2001–2002   | 15 | 2  | 4  | 7  | 7−13    | 10  |
| В'ячеслав Грозний  | 2002–2004   | 55 | 25 | 15 | 15 | 79−53   | 90  |
| Сергій Краковський | 2004        | 5  | 1  | 0  | 4  | 8−15    | 3   |
| Олександр Баранов  | 2004–2005   | 44 | 12 | 15 | 17 | 42−52   | 51  |
| Ігор Бабінчук      | 2005        | 1  | 0  | 0  | 1  | 0−2     | 0   |
| Олександр Заваров  | 2005–2007   | 92 | 27 | 26 | 39 | 101−119 | 107 |
| Василь Євсєєв      | 2007        | ?  | ?  | ?  | ?  | ?       | ?   |
| Олександр Заваров  | 2007–2009   | ?  | ?  | ?  | ?  | ?       | ?   |
| В'ячеслав Грозний  | 2010        | ?  | ?  | ?  | ?  | ?       | ?   |
| Василь Євсєєв      | 2010        | ?  | ?  | ?  | ?  | ?       | ?   |
| Юрій Бакалов       | 2010–2011   | ?  | ?  | ?  | ?  | ?       | ?   |
| Леонід Кучук       | 2011–2012   | ?  | ?  | ?  | ?  | ?       | ?   |
| Юрій Бакалов       | 2013        | ?  | ?  | ?  | ?  | ?       | ?   |
| Сергій Закарлюка   | 2013        | 1  | 0  | 0  | 1  | 1-2     | 0   |
| Андрій Анненков    | 2014–2015   | ?  | ?  | ?  | ?  | ?       | ?   |
| Фабріціо Раванеллі | 2018        | 9  | 1  | 1  | 7  | 5-19    | 4   |

## Турніри
Найкращий бомбардир — Еммануель Окодува — 33 м'ячі. Найкращий бомбардир за сезон — Еммануель Окодува — 15 м'ячів (сезон 2005-06).

## Виступи в чемпіонатах незалежної України
| Сезон                         | Ліга           | Місце   | М  | В  | Н  | П  | МЗ | МП | О  | Кубок України | Єврокубки | Єврокубки     | Примітки                      |
| ----------------------------- | -------------- | ------- | -- | -- | -- | -- | -- | -- | -- | ------------- | --------- | ------------- | ----------------------------- |
| 2001–02                       | Вища (Прем'єр) | 12 з 14 | 26 | 6  | 5  | 15 | 18 | 28 | 23 | 1/4 фіналу    | КУ        | 2-ий раунд    |                               |
| 2002–03                       | Вища (Прем'єр) | 5 з 16  | 30 | 16 | 8  | 6  | 24 | 25 | 56 | 1/4 фіналу    |           |               |                               |
| 2003–04                       | Вища (Прем'єр) | 9 з 16  | 30 | 10 | 7  | 13 | 38 | 44 | 37 | 1/8 фіналу    |           |               |                               |
| 2004–05                       | Вища (Прем'єр) | 9 з 16  | 30 | 9  | 10 | 11 | 30 | 33 | 37 | 1/16 фіналу   |           |               |                               |
| 2005–06                       | Вища (Прем'єр) | 12 з 16 | 30 | 9  | 8  | 13 | 31 | 39 | 35 | 1/4 фіналу    |           |               |                               |
| 2006–07                       | Вища (Прем'єр) | 14 з 16 | 30 | 7  | 9  | 14 | 28 | 44 | 30 | 1/32 фіналу   |           |               |                               |
| 2007–08                       | Вища (Прем'єр) | 6 з 16  | 30 | 11 | 9  | 10 | 42 | 36 | 42 | 1/8 фіналу    |           |               |                               |
| 2008–09                       | Вища (Прем'єр) | 11 з 16 | 30 | 8  | 8  | 14 | 26 | 33 | 32 | 1/8 фіналу    |           |               |                               |
| 2009–10                       | Вища (Прем'єр) | 7 з 16  | 30 | 11 | 9  | 10 | 44 | 41 | 42 | 1/16 фіналу   |           |               |                               |
| 2010–11                       | Вища (Прем'єр) | 9 з 16  | 30 | 10 | 7  | 13 | 36 | 38 | 37 | 1/2 фіналу    |           |               |                               |
| 2011–12                       | Вища (Прем'єр) | 5 з 16  | 30 | 14 | 9  | 7  | 44 | 27 | 51 | 1/4 фіналу    |           |               |                               |
| 2012–13                       | Вища (Прем'єр) | 8 з 16  | 30 | 10 | 9  | 11 | 34 | 41 | 39 | 1/4 фіналу    | ЛЄ        | 3 квал. раунд |                               |
| 2013–14                       | Вища (Прем'єр) | — з 16  | 14 | 3  | 1  | 10 | 10 | 31 | 10 | 1/8 фіналу    |           |               | Знявся, результати анульовано |
| Відновлення клубу в 2014 році |                |         |    |    |    |    |    |    |    |               |           |               |                               |
| 2015–16                       | Друга          | 6 з 14  | 26 | 13 | 4  | 9  | 37 | 30 | 43 | 1/16 фіналу   |           |               | Підвищення                    |
| 2016–17                       | Перша          | 10 з 18 | 34 | 12 | 9  | 13 | 38 | 39 | 45 | 1/16 фіналу   |           |               |                               |
| 2017–18                       | Перша          | 1 з 18  | 34 | 23 | 6  | 5  | 59 | 23 | 75 | 1/16 фіналу   |           |               | Підвищення                    |
| 2018–19                       | Прем'єр        | 12 з 12 | 32 | 7  | 5  | 20 | 26 | 56 | 26 | 1/16 фіналу   |           |               | Пониження                     |

## Досягнення
- Чемпіонат України — 5-е місце в сезоні 2002/2003
- Кубок України — півфіналіст сезону 2010/2011
- Чемпіонат м. Києва серед аматорів — чемпіон сезону 2014[33]
- Кубок м. Києва серед аматорів — володар Кубка сезону 2014[33]

### Рекорди
- Найбільша перемога в чемпіонаті — 8 — 1 («СК Волинь-1», 17 липня 2002 року, Київ)
- Найбільша перемога в кубку — 6 — 0 (МФК «Олександрія», 13 серпня 2005 року, Олександрія)
- Найбільша поразка в чемпіонаті — 1 — 6 («Динамо», 10 червня 2004 року, Київ, НСК «Олімпійський»)
- Найбільша поразка в кубку — 0 — 3 («Дніпро» Дн, 29 жовтня 2003 року, Дніпро)
- Найвища відвідуваність домашнього матчу — 40 500 «Зоря» (29 лютого 2008)[9]
- Найкращий бомбардир в сезоні — Еммануель Окодува, 15 (2005/2006)